# Metroul din São Paulo
Metroul din São Paulo (în limba portugheză: Metropolitano de São Paulo) a fost deschis în 14 septembrie 1974.

## Istorie
În prezent, sistemul a fost extinderea în ultimii ani, aceasta a fost sistemul de metrou primul fiind construit in Brazilia. El au cinci linii, 60 de statii si 69 kilometri lungime. Transporturi aproximativ 3,4 milioane de pasageri pe zi.

## Linii
| Index & culoare | Cale                                         | Data intrării în funcțiune | Extensii               | Lungime | Stații |    |
| --------------- | -------------------------------------------- | -------------------------- | ---------------------- | ------- | ------ | -- |
| &               | &                                            | &                          | &                      | 0       | 0      | 0  |
| z               | zz                                           | ФФ                         | z                      | 9999    | 99     | 99 |
| 1 Albastru      | Tucuruvi - Jabaquara                         | 1974                       | 1998                   | 20,2 km | 23     |    |
| 2 Verde         | Vila Madalena - Vila Prudente                | 1991                       | 2010                   | 14,6 km | 14     |    |
| 3 Roșu          | Palmeiras-Barra Funda - Corinthians-Itaquera | 1979                       | 1988                   | 22,0 km | 18     |    |
| 4 Galben        | Vila Sônia - Luz                             | 2010                       | programată pentru 2012 | 12,8 km | 11     |    |
| 5 Liliac        | Capão Redondo - Largo Treze                  | 2002                       | programată pentru 2013 | 8,4 km  | 6      |    |